# Max Reschke (Schuldirektor)
Max Reschke (geboren 28. Januar 1894 in Berlin; gestorben 30. August 1964 ebenda) war ein deutscher Schuldirektor und jüdischer Funktionär.

## Leben
Max Reschke war der Sohn eines jüdischen Berliner Kaufmanns. Er absolvierte nach dem Abschluss seiner Schullaufbahn bis 1911 eine zweijährige kaufmännische Lehre. Danach besuchte er ab Ostern 1914 die jüdische Lehrerbildungsanstalt in seiner Heimatstadt, musste diese Ausbildung aber nach Ausbruch des Ersten Weltkrieges aufgrund seiner Kriegsteilnahme von 1914 bis 1919 unterbrechen. Nach der Rückkehr aus englischer Kriegsgefangenschaft schloss er im Herbst 1920 seine Ausbildung an der Lehrerbildungsanstalt mit Bestehen der ersten Lehrerprüfung ab. Die zweite Lehrerprüfung bestand er im März 1922.
Von 1920 bis 1927 war er als Lehrer an einer jüdischen Mittelschule in Berlin tätig und bestand in diesem Zeitraum das Examen zum Volksschul- und Handelslehrer. Von 1927 bis 1942 war er in Berlin Direktor der jüdischen Knabenvolksschule auf dem Gelände der Orthodoxen Synagoge in der Kaiserstraße. Diese Schule wurde im Juli 1942 durch die Nationalsozialisten geschlossen.
Reschke war danach bei der Verwaltung der Reichsvereinigung der Juden in Deutschland tätig. Ab Juli 1943 war er in seiner Heimatstadt zunächst als Ordner im Sammel- und Deportationslager Große Hamburger Straße eingesetzt, fungierte dort von Januar bis März 1944 auch als Lagerleiter und anschließend im Sammellager Iranische Straße. Reschke, der einen Teil seiner Familie durch den Holocaust verlor, flüchtete am 22. April 1945 im Zuge der Schlacht um Berlin aus der Stadt nach Brandenburg.
Unmittelbar nach Kriegsende nahm er seine Lehrtätigkeit zunächst in Krampnitz und danach in Neu Fahrland am See wieder auf.
Am 20. Juli 1945 wurde er durch Angehörige der Sowjetischen Militäradministration festgenommen und wegen seiner Tätigkeit im Deportationslager Große Hamburger Straße in das Speziallager Nr. 5 Ketschendorf eingeliefert. Von dort wurde er im April 1946 in das Speziallager Jamlitz, im März 1947 in das Speziallager Nr. 1 Mühlberg und im September 1948 in das Speziallager Nr. 2 Buchenwald überstellt, auf dem Gelände des ehemaligen Konzentrationslagers Buchenwald. Durch das Landgericht Chemnitz erhielt er am 3. Juni 1950 im Rahmen der Waldheimer Prozesse eine fünfundzwanzigjährige Zuchthausstrafe wegen „Kooperation mit der Gestapo und der Beteiligung an der Verfolgung von NS-Opfern und -Gegnern“. Der bekannte Rabbiner Leo Baeck setzte sich bei dem stellvertretenden Ministerpräsidenten Otto Nuschke für Reschkes Begnadigung ein, seine Haftstrafe wurde im Juni 1954 auf zehn Jahre reduziert. Nachdem Reschke am 31. Dezember 1955 nach zehn Jahren in verschiedenen Lagern auf dem Gebiet der DDR als Nichtamnestierter aus dem Zuchthaus Brandenburg entlassen worden war, folgte im April 1956 schließlich noch die Verhandlung vor dem Ehrengericht der Berliner Jüdischen Gemeinde, in der er aufgrund zahlreicher Zeugenaussagen jüdischer Gemeindemitglieder entlastet wurde.